# Ziziphus pubinervis
Ziziphus pubinervis là một loài thực vật có hoa trong họ Táo. Loài này được Rehder miêu tả khoa học đầu tiên năm 1937.